# Etienne Serra
Etienne Serra (* 14. Januar 1916 in Lausanne, Kanton Waadt; † 1989) war ein Schweizer Diplomat.

## Leben
Serra trat in den diplomatischen Dienst und wurde am 16. April 1946 Gesandtschaftsattaché im Aussenministerium, dem Eidgenössischen Politischen Departement (heute Eidgenössisches Departement für auswärtige Angelegenheiten), und danach am 1. Oktober 1948 Gesandtschaftssekretär an der Gesandtschaft im Iran. Nach seiner Rückkehr war er zwischen 1950 und 1953 Chef der Sektion Westeuropa in der Abteilung für Politische Angelegenheiten im Politischen Departement und erhielt dort am 30. Dezember 1953 seine Beförderung zum Gesandtschaftssekretär Erster Klasse. Nach verschiedenen anderen Verwendungen war er vom 7. Juli bis 8. Dezember 1959 als Geschäftsträger ad interim kommissarischer Leiter der Botschaft in der Volksrepublik China. Im Anschluss fungierte er als Nachfolger von Richard Aman zwischen dem 30. Oktober 1962 und dem 1. September 1964 als Chef des Protokolls im Politischen Departement. Er war daraufhin von 1965 bis 1966 Leiter der Wirtschaftsabteilung an der Botschaft in Indien.
Am 22. Februar 1969 wurde Serra Nachfolger von Jean Merminod als Botschafter in Kolumbien und bekleidete diesen Posten bis zum 29. September 1974, wonach Auguste Geiser sein Nachfolger wurde. Zugleich war er zwischen dem 22. Februar 1969 und dem 29. September 1974 als Schweizer Vertreter in Ecuador mit Dienstsitz in Bogotá akkreditiert. Während dieser Zeit vertrat er den Bundesrat als ausserordentlicher Botschafter, Sondergesandter und Leiter der Schweizer Delegation am 27. Juli 1970 bei der Amtseinführung des Präsidenten Kolumbiens Misael Pastrana Borrero sowie am 7. August 1974 von dessen Nachfolger Alfonso López Michelsen. Danach löste er am 30. September 1974 Silvio Masnata als Botschafter in Kuba ab und übte dieses Amt bis zum 9. April 1978 aus. Sein dortiger Nachfolger wurde daraufhin Jean-Pierre Ritter.
Zuletzt wurde Serra am 29. Mai 1978 als Nachfolger von Richard Aman Botschafter in Irland und bekleidete diesen Posten bis zu seinem Eintritt in den Ruhestand am 31. Januar 1981, woraufhin Hans Miesch sein Nachfolger wurde.

## Weblink
- Etienne Serra in der Datenbank Dodis der Diplomatischen Dokumente der Schweiz

| Personendaten    | Personendaten          |
| ---------------- | ---------------------- |
| NAME             | Serra, Etienne         |
| KURZBESCHREIBUNG | Schweizer Diplomat     |
| GEBURTSDATUM     | 14. Januar 1916        |
| GEBURTSORT       | Lausanne, Kanton Waadt |
| STERBEDATUM      | 1989                   |